# Slag bij Sandwich (1217)
De Slag bij Sandwich, ook bekend als de Slag bij Dover, was een zeeslag die plaatsvond op 24 augustus 1217 tijdens de Eerste Baronnenoorlog. De slag werd uitgevochten tussen de Engelse vloot en de Franse vloot.

## Aanloop
In 1215 ondernam prins Lodewijk van Frankrijk een poging om koning van Engeland te worden na een opstand van de Engelse baronnen tegen hun koning Jan zonder Land. Het leger van prins Lodewijk werd naar Engeland vervoerd door de vloot van de piraat Eustaas de Monnik die eerder in dienst van de Engelsen was geweest. Na de desastreus verlopen Slag bij Lincoln brak prins Lodewijk zijn beleg van Dover Castle af en keerde hij terug naar Londen. In een poging om de Lodewijk terug te halen werd er een vloot uitgerust die de Franse kroonprins terug naar huis moest brengen.

## Slag
Op 24 augustus zeilde de Franse vloot vanuit Calais naar Engeland. De vloot stond onder de leiding van Eustaas de Monnik en Robert van Courtenay. De graaf van Pembroke, Philip d'Aubigny, wist de Engelse vloot te organiseren in New Romney nadat ze aanvankelijk weigerden te vechten. De justiciar van de Engelse koning, Hubert de Burgh, eiste echter de leiding op zich.
De Franse vloot zeilde richting de monding van de Thames, maar werden ter hoogte van Sandwich opgewacht door de Engelse vloot. Toen Robert van Courtenay hen in het oog kreeg gaf hij de opdracht voor de aanval. De Engelse schepen bevonden zich aan loefzijde en gingen eveneens in de aanval. Door de positie van de Engelse wisten ze met hun boogschutters veel schade aan te richten. De kogges van de graaf van Pembroke  en Richard FitzRoy wisten het vlaggenschip van Eustaas de Monnik te rammen. Robert van Courtenay werd gevangen genomen, maar Eustaas de Monnik werd als een verrader gezien en werd door de Engelsen onthoofd.

## Nasleep
De Engelsen maakten tijdens de zeeslag veel buit en daarvan werd het ziekenhuis van Sint-Bartholomeüs in Sandwich gesticht. Door de slag raakte Lodewijk van Frankrijk volledig afgesloten van zijn Franse aanvoerlijn. Vanwege deze benarde positie sloot hij op 12 september de vrede in Kingston upon Thames en keerde hij terug naar Frankrijk.